# China Times
China Times (chiń. 中國時報) – tajwański dziennik, jedna z głównych gazet codziennych w kraju. Został założony w 1950 roku.